# Brandon Beachy
Brandon Alan Beachy, ameriški bejzbolist, * 3. september 1986, Kokomo, Indiana, ZDA.
Beachy je poklicni metalec in je trenutno član ekipe Oklahoma City Dodgers. 

## Srednja šola in univerza
Beachy je, skupaj z bratoma Kirkom in Kyleom, katerima pripisuje zasluge za svojo ljubezen do bejzbola, pomagal ekipi srednje šole Northwestern Senior High School do tekme za naslov stopnje AA v zvezni državi. Po tekmi je bil nagrajen z nagrado za miselni pristop s strani Atletske zveze srednjih šol Indiane. Po srednji šoli je odšel na univerzo Indiana Wesleyan University, kjer je igral na položajih kotnega notranjega polja in metal.

## Poklicna kariera

### Nižje podružnice
Beachy na naboru lige MLB leta 2008 ni bil izbran po njegovem tretjem letu na univerzi, a je nato kot prosti igralec sklenil pogodbo z organizacijo Atlanta Braves.
Beachy je v letu 2009 v 35 nastopih s tremi različnimi ekipami zbral 4 zmage, 3 poraze, zaključeno tekmo in v 76,6 menjave dovoljeval 3,87 teka. Z udarci je izločil 64 odbijalcev in dovolil 19 prostih prehodov na bazo. Večino svojega časa je preživel v ligi Carolina League z ekipo iz Myrtle Beacha na stopnji Advanced-A.
Spomladi leta 2010 je bil Beachy eden izmed 6 metalcev, ki so se udeležili pomladnega mini tabora najbolj obetavnih igralcev v organizaciji in so na tekmah pomladnega uigravanja v izmenah bili rezerve za igralce v ligi MLB. Beachy je bil med njimi najmlajši.
Junija 2010 je bil premaknjen v začetno peterko ekipe Mississippi Braves na stopnji Double-A. V njegovem času v podružnici je z udarci izločil 100 odbijalcev, na 2l tekmah in 73,2 menjavah dovoljeval po 1,47 teka in 53 udarcev v polje ter 22 prostih prehodov na bazo. Na koncu je imel 3 zmage in poraz ter odbijalsko povprečje nasprotnikov 0,2 z 12 zasluženimi teki. Njegov najboljši nastop je bil tisti 15. julija, ko je z udarci izločil 13 od 19 odbijalcev ekipe Huntsville Stars.
Beachy je jeseni leta 2010 bil vpoklican na stopnjo Triple-A v Gwinett. Med svojim obdobjem z ekipo je z dvema zmagama in nič porazi dovoljeval po 2,17 teka.

### Liga MLB
Beachy je svoj prvi nastop z ekipo Atlanta Braves doživel 20. septembra 2010. V tekmi proti ekipi Philadelphia Phillies je nastopil kot zamenjava za poškodovanega Jairja Jurrjensa. V 4,3 menjave je predal 3 teke (enega zasluženega) in končal s prvim porazom v karieri. 
24. marca 2011 je njegova ekipa oznanila, da bo v naslednji sezoni 5. član njihove začetne peterke. Obstajala je velika dilema, ali bo mesto zasedel on ali Mike Minor, vendar se je klub na koncu odločil zanj.
V njegovi četrti tekmi sezone je 19. aprila zabeležil svojo prvo zmago po šestih menjavah brez dovoljenega teka v tekmi proti ekipi Los Angeles Dodgers. Po njegovi prvi tekmi po poškodbi poševnih komolčnih vezi se je 22. junija proti ekipi Toronto Blue Jays vrnil v velikem slogu in postavil svoj rekord kariere v izločitvah z udarci na tekmi z enajstimi.
Beachy je leto 2012 začel zelo dobro in 17. maja zaključil svojo prvo tekmo brez predanega teka v svoji karieri. To je storil proti ekipi Miami Marlins. Kasneje, natančneje 17. junija, je bil vpisan na seznam poškodovanih po tarnanju nad bolečino v komolcu. Naslednjega dne je bila postavljena diagnoza: delno strgane komolčne vezi v desnem komolcu. Ob tem času je vodil ligo MLB s povprečno dovoljenimi 2,0 teka. 21. junija je imel t. i. Tommy Johnovo operacijo in s tem zaključil svojo sezono.

## Igralski profil

### Zaloga metov
Beachy uporablja štiri vrste metov: 4-šivno hitro žogo, ki jo dokaj naravnost meče v hitrostih med 143 in 148 kilometri na uro, drsalca (128-135 km/h), spremenljivca (126-132 km/h) in oblinarko (114-120 km/h). Proti desničarjem uporablja predvsem hitro žogo in drsalca, svojega spremenljivca pa pogosteje vpelje proti levičarjem. Še posebej v položajih z odbijalci z dvema udarcema se rad poslužuje drsalca.

## Zasebno življenje
Njegova starša sta Lester in Lori Beachy. Je najstarejši med sedmimi brati in sestrami.
Opravil je tečaj pred vpisom na ameriško Fakulteto za kriminalno pravo in je bil predhodno zaposlen na Centru za mladoletne prestopnike.